# Dean Reed
Dean Cyril Reed (ur. 22 września 1938 w Denver, zm. 13 czerwca 1986 w Zeuthen) – amerykański muzyk rockowy, aktor, gwiazda telewizji i lewicowy aktywista pokojowy, który, praktycznie nieznany w swojej ojczyźnie, cieszył się ogromnym powodzeniem w Ameryce Południowej, NRD i Związku Socjalistycznych Republik Radzieckich. Muzycznie, Reed czerpał głównie z wczesnego rock and rolla i country, a także pop ballady i protest folk, mieszanka, która przyniosła mu przydomek „Czerwonego Elvisa” (Red Elvis). Kilkakrotnie wystąpił w Polsce, w tym gościnnie na festiwalu w Sopocie w 1972. 

## Życiorys

### Wczesne lata
Urodził się w Denver w Kolorado syn nauczyciela matematyki i historii Cyrila Reeda i gospodyni domowej Ruth Anna Brown. Miał dwóch braci - Verna (ur. 13 listopada 1943) i Dale'a (ur. 7 czerwca 1935). Dorastał na farmie kurczaków. Przeprowadzał się z rodziną wiele razy, mieszkając w różnych miastach w Kalifornii i Utah, a później wrócił do Kolorado. W 1956 ukończył Wheat Ridge High School, gdzie był gwiazdą w drużynie biegaczy. Po kilku latach spędzonych na University of Colorado, w wieku 19 lat odmówił pójścia do wojska i przeprowadził się do Kalifornii. 

### Kariera
W 1958, mając 20 lat podpisał kontrakt płytowy z wytwórnią Capitol Records i zaczął wydawać single: „Annabelle”, „The Search”, „No Wonder”, „He Besado A Una Reina”, „A Pair of Scissors” i „I Kissed a Queen”. Utwór „Our Summer Romance” okazał się bardzo popularny w takich krajach jak Chile, Argentyna, Peru i Wenezuela. Pojawił się w jednym z odcinków sitcomu NBC Ojciec kawaler (Bachelor Father, 1960) z Johnem Forsythe, komedii muzycznej Guadalajara en verano (1965) i dramacie Love Has Many Faces (1965) z Laną Turner i Cliffem Robertsonem. 
Przez wiele lat starał się odnieść sukces w rodzimym kraju, a gdy to się nie powiodło, wyjechał do Ameryki Południowej, gdzie cieszył się sporą popularnością. 
Dużo koncertował po świecie, między innymi w ZSRR, nie ukrywając, a nawet afiszując się ze swoimi lewicowymi poglądami i otwarcie potępiając wojnę w Wietnamie. Wydalony przymusowo z Argentyny za poglądy polityczne, wyjechał w 1971 na festiwal filmowy do NRD, gdzie pozostał, uzyskując dużą popularność. 
Był zaangażowany politycznie, zwykle po stronie skrajnej lewicy. Często, nawet po zamachu z 11 września 1973 i przejęciu władzy przez gen. Augusta Pinocheta, odwiedzał Chile. Jako aktywny członek ruchu tzw. obrońców pokoju śpiewał też słynne protest-songi, w tym „We Shall Overcome”. Napisał też kilka sam.
We Wschodnich Niemczech został też gwiazdą niemieckiego kina, gdzie prezentował postawę stanowczo antyamerykańską, stając się jednocześnie ze swoimi angielskojęzycznymi piosenkami, artystyczną namiastką zachodu. Nakręcił film El Cantor, którego bohaterem uczynił jako scenarzysta, reżyser i odtwórca głównej roli, Víctora Jarę, pieśniarza zamordowanego 15 września 1973 na Estadio Chile.
Był trzykrotnie żonaty; z Patty Hobbs (1964-1967), z którą miał córkę Ramonę Chimene Guevarę Price (ur. 2 maja 1968), z Wiebke Reed (od lipca 1973 do listopada 1977). z którą miał córkę Natalie (ur. 17 maja 1976). Ostatnią jego żoną była aktorka Renate Blume, którą poślubił w 1981. 
Zmarł 13 czerwca 1986 w Zeuthen nie do końca wyjaśnionych okolicznościach – według oficjalnej wersji utopił się w jeziorze, według innej – popełnił samobójstwo. Sugerowano też działania na zlecenie CIA, KGB czy Stasi.
W Niemczech w 2007 nakręcono film poświęcony Czerwonemu Elvisowi Der Rote Elvis, pokazywany w kinach w całych Niemczech oraz na wielu festiwalach za granicą. 
22 września 2007, w 69. urodziny Deana Reeda, jego fani spotkali się w Poczdamie.